# Couvent de Dingolfing

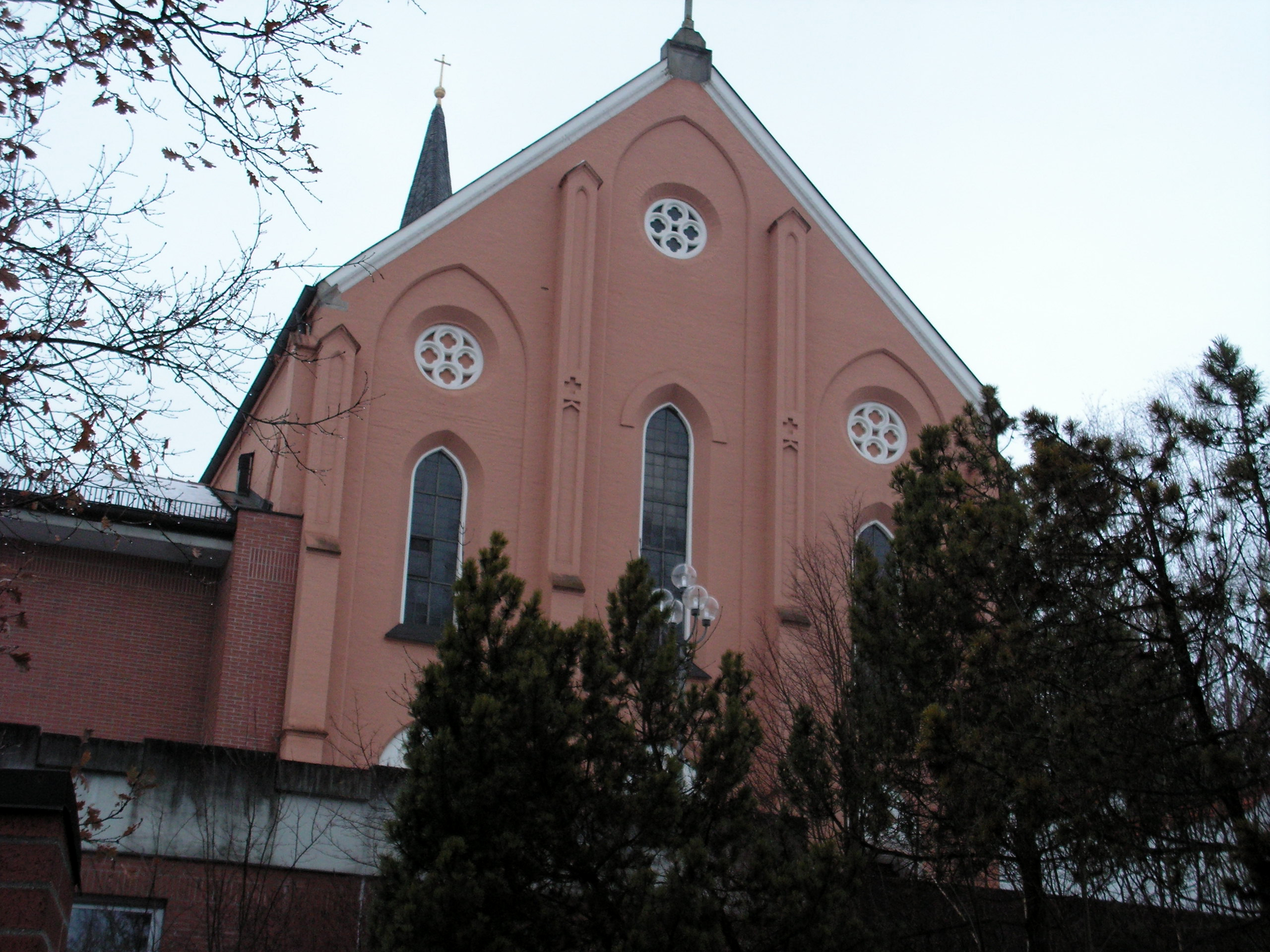
Vue de l'église du couvent dédiée à l'Immaculée Conception

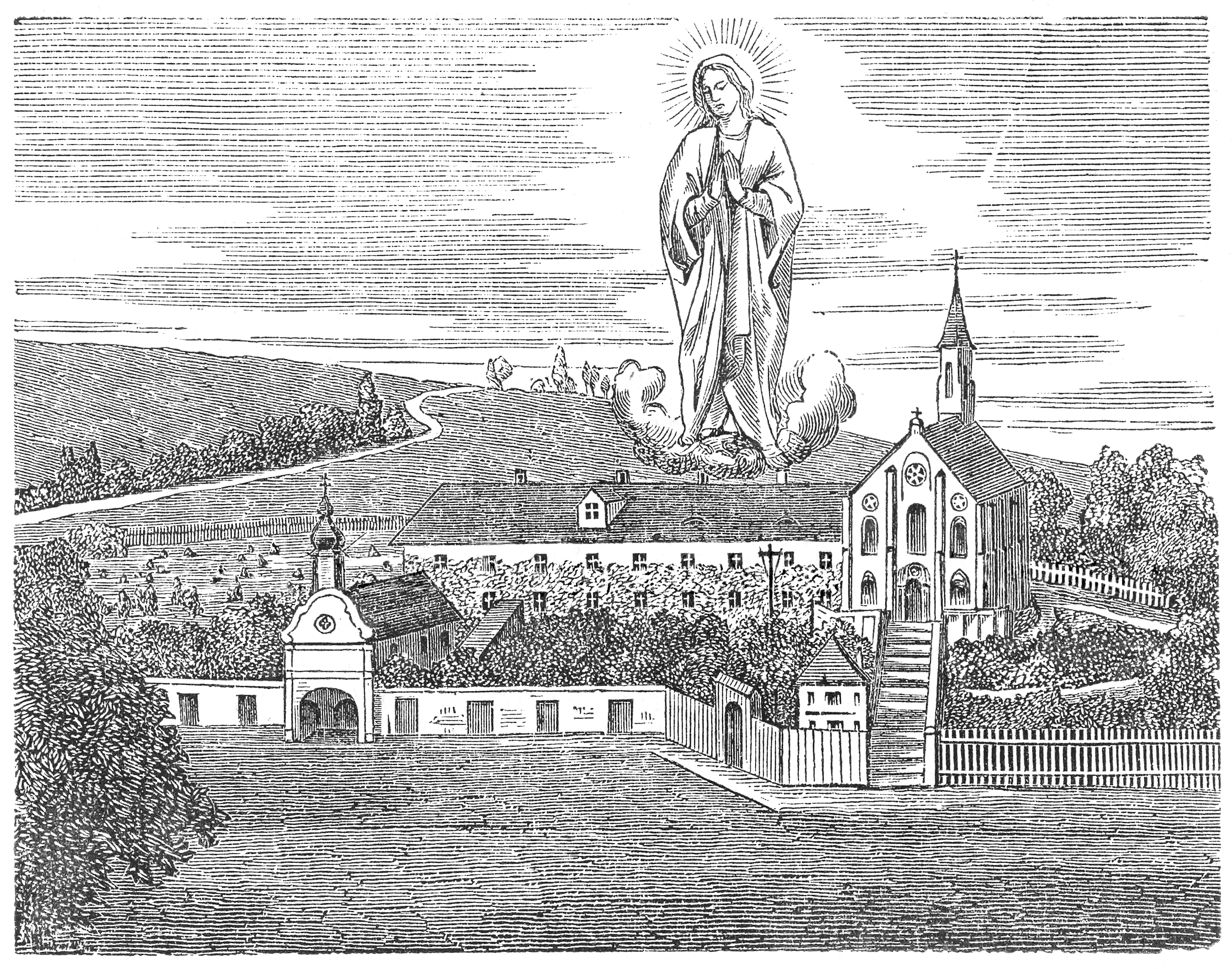
Gravure sur bois du 1873

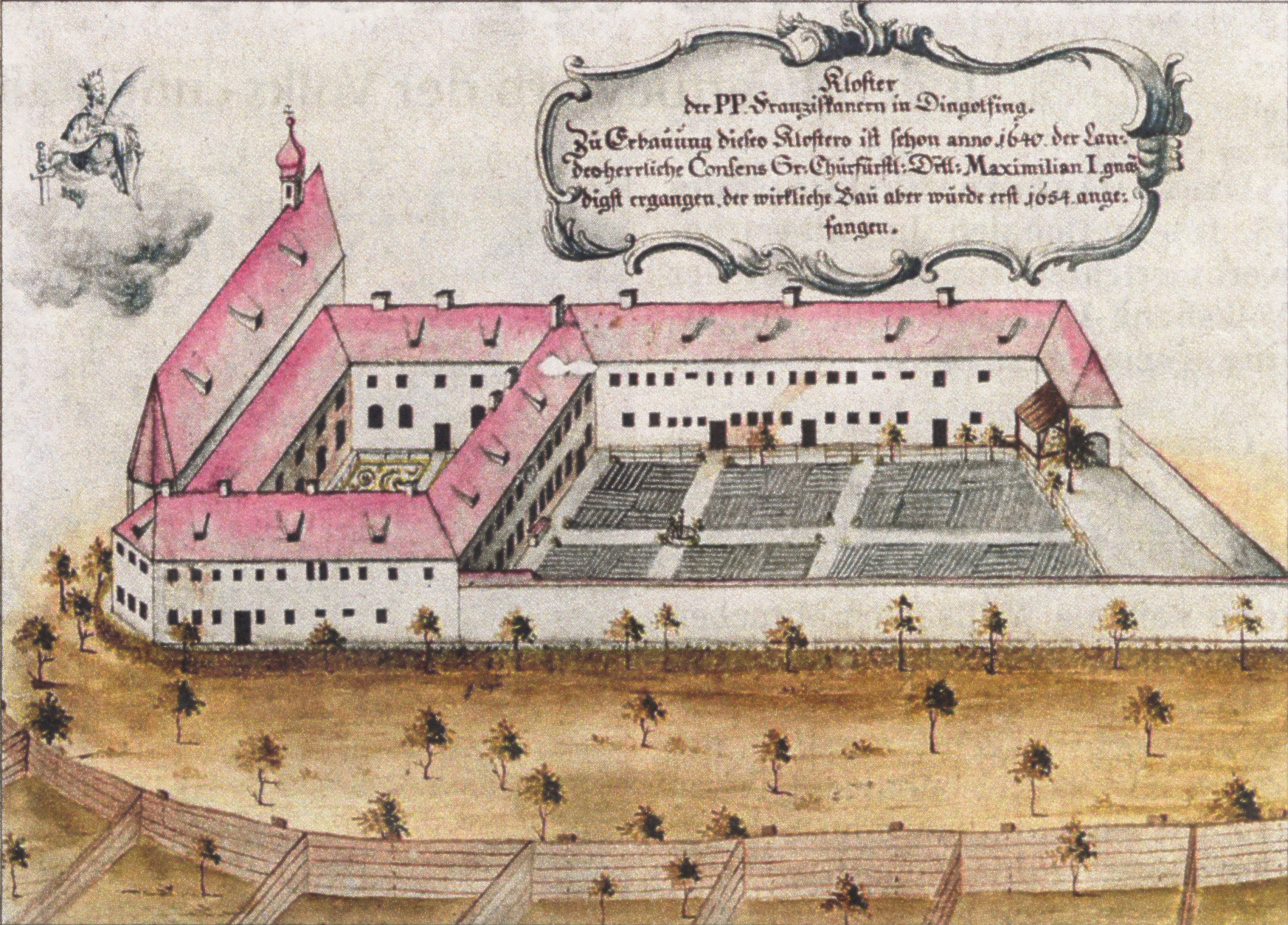

Le couvent de Dingolfing (Franziskanerkloster Dingolfing) est un couvent de franciscains conventuels situé en Bavière à Dingolfing.

## Historique

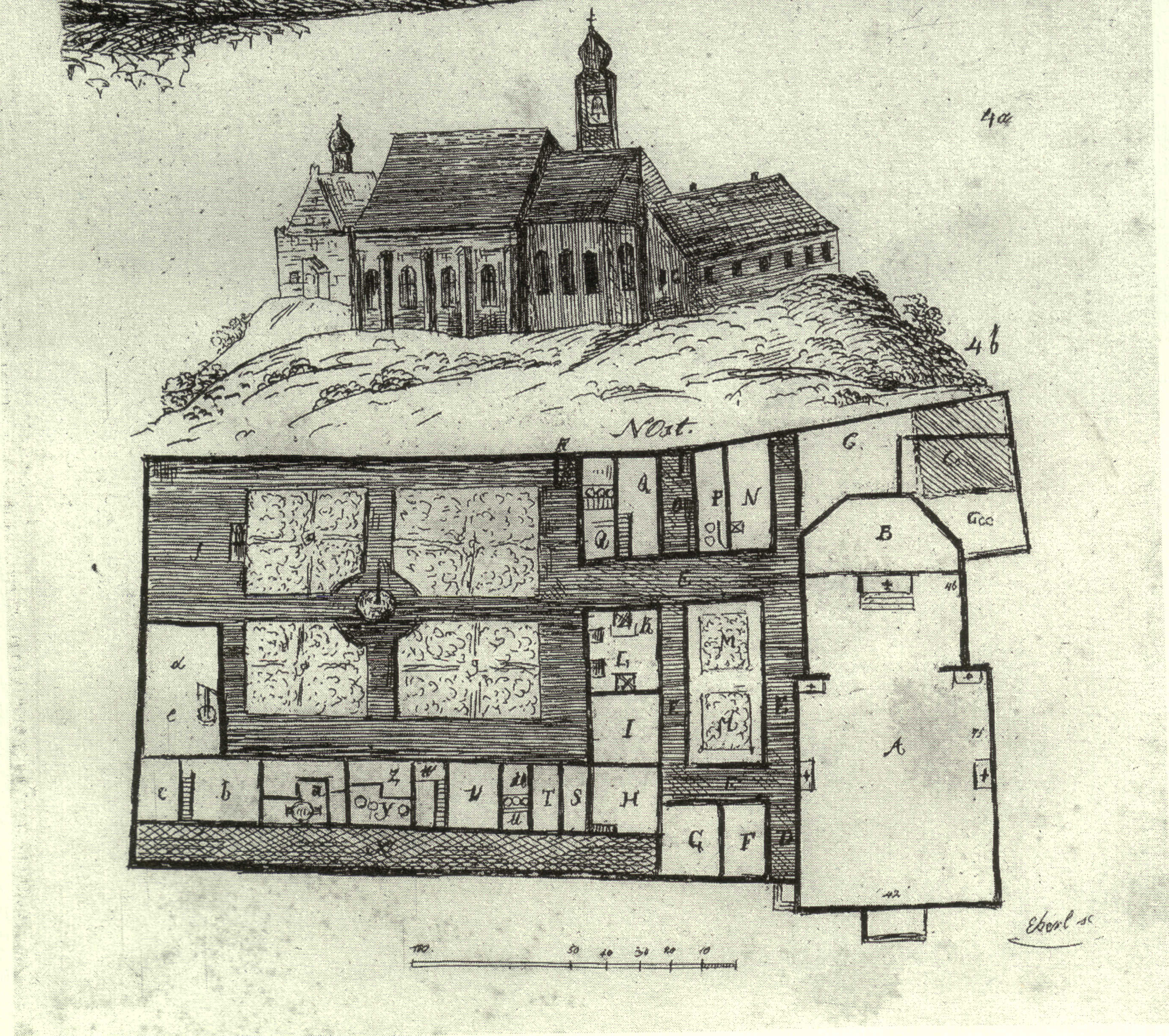
Plan du couvent par Eberl avant sa sécularisation

Un couvent dédié à saint Oswald est fondé en 1642 par les bourgeois de Dingolfing au nord-est de la ville haute pour ouvrir un hospice. L'église conventuelle est reconstruite entre 1680 et 1682 selon les plans d'Antonio Riva. La sécularisation des couvents et monastères oblige à le fermer en 1802 et l'église est démolie deux ans plus tard. Les bâtiments conventuels servent d'auberge et de logements. Les stalles de l'église se trouvent aujourd'hui à l'église Saint-Antoine du faubourg de l'autre côté de l'Isar et à la filiale de la paroisse de la ville.
Un nouveau couvent dédié à sainte Claire est construit en 1853 à un autre emplacement, en dehors des anciens remparts de la ville, au sud du Hochbrücke (le Haut Pont), à côté de l'église baroque de la Flagellation du Christ. L'église du couvent est prête en 1857. Elle est construite en style néogothique. Les clarisses s'y installent dans les années 1970, puis, à partir de l'an 2002, des conventuels polonais.

## Source
- (de) Cet article est partiellement ou en totalité issu de l’article de Wikipédia en allemand intitulé « Franziskanerkloster Dingolfing » (voir la liste des auteurs).